# Supercopa d'Espanya de futbol 2016
La Supercopa d'Espanya 2016 va ser la 31a edició de la Supercopa d'Espanya de futbol, una competició futbolística que enfronta el campió de la lliga espanyola amb el de la copa. En aquesta ocasió es va disputar a doble partit l'agost de 2016, entre l'equip campió de la lliga espanyola 2015-16 i de la Copa del Rei 2015-16, el FC Barcelona, i el finalista de la Copa del Rei 2015-16, el Sevilla FC.
El campió fou el Barça, que va guanyar per un resultat global de 5 a 0.
El partit d'anada es va celebrar el 14 d'agost de 2016, diumenge, a partir de les 22:00 hores, després dels informatius de Telecinco, la cadena local tenidora dels drets d'emissió. En canvi, el partit de tornada es va celebrar a les 23:00 hores de dimecres 17 d'agost, i va actuar com a cadena local TV3. Això és a causa que el partit no podia iniciar-se fins que no finalitzessin tots els partits de la jornada de l'anada de l'última ronda prèvia de la Lliga de Campions europea.

## Detalls dels partits
Totes les hores són locals (UTC+2).

### Partit d'anada
| Sevilla FC | 0–2     | FC Barcelona              |
| ---------- | ------- | ------------------------- |
|            | Detalls | L. Suárez 54' · Munir 81' |

| Sevilla | Barcelona |

| GK             | 1  | Sergio Rico            |     |     |
| RB             | 25 | Mariano                |     |     |
| CB             | 23 | Adil Rami              |     |     |
| CB             | 24 | Gabriel Mercado        | 32' |     |
| LB             | 18 | Sergio Escudero        |     | 55' |
| DM             | 4  | Matías Kranevitter     |     | 69' |
| RM             | 20 | Vitolo (c)             |     |     |
| CM             | 14 | Hiroshi Kiyotake       |     |     |
| CM             | 22 | Franco Vázquez         | 78' |     |
| LM             | 15 | Steven N'Zonzi         | 70' |     |
| CF             | 9  | Luciano Vietto         |     | 61' |
| Suplents:      |    |                        |     |     |
| GK             | 31 | José Antonio Caro Díaz |     |     |
| MF             | 8  | Vicente Iborra         |     |     |
| MF             | 10 | Yevhen Konoplyanka     |     |     |
| MF             | 11 | Joaquín Correa         |     |     |
| MF             | 17 | Pablo Sarabia          |     | 55' |
| MF             | 19 | Paulo Henrique Ganso   |     | 69' |
| FW             | 12 | Wissam Ben Yedder      |     | 61' |
| Entrenador:    |    |                        |     |     |
| Jorge Sampaoli |    |                        |     |     |

| GK           | 13 | Claudio Bravo      |     |     |
| RB           | 20 | Sergi Roberto      |     |     |
| CB           | 3  | Gerard Piqué       |     |     |
| CB           | 14 | Javier Mascherano  |     |     |
| LB           | 24 | Jérémy Mathieu     |     | 27' |
| CM           | 4  | Ivan Rakitić       |     |     |
| CM           | 5  | Sergio Busquets    | 58' |     |
| CM           | 8  | Andrés Iniesta (c) |     | 36' |
| RF           | 10 | Lionel Messi       |     |     |
| CF           | 9  | Luis Suárez        | 83' |     |
| LF           | 7  | Arda Turan         |     | 77' |
| Suplents:    |    |                    |     |     |
| GK           | 25 | Jordi Masip        |     |     |
| DF           | 19 | Lucas Digne        |     | 27' |
| DF           | 22 | Aleix Vidal        |     |     |
| DF           | 23 | Samuel Umtiti      |     |     |
| MF           | 6  | Denis Suárez       |     | 36' |
| MF           | 21 | André Gomes        |     |     |
| FW           | 17 | Munir El Haddadi   |     | 77' |
| Entrenador:  |    |                    |     |     |
| Luis Enrique |    |                    |     |     |

| Àrbitres assistents: Ángel Nevado Rodríguez José Manuel Fernández Miranda Quart àrbitre: Hugo José López Puerta |

### Partit de tornada
| FC Barcelona               | 3–0     | Sevilla FC |
| -------------------------- | ------- | ---------- |
| Turan 10', 46' · Messi 55' | Detalls |            |

| Barcelona | Sevilla |

| GK           | 13 | Claudio Bravo     |     |     |
| RB           | 22 | Aleix Vidal       |     |     |
| CB           | 14 | Javier Mascherano |     |     |
| CB           | 23 | Samuel Umtiti     | 32' |     |
| LB           | 19 | Lucas Digne       |     | 61' |
| CM           | 6  | Denis Suárez      |     | 73' |
| CM           | 5  | Sergio Busquets   |     | 74' |
| CM           | 21 | André Gomes       |     |     |
| RF           | 10 | Lionel Messi (c)  |     |     |
| CF           | 17 | Munir El Haddadi  |     |     |
| LF           | 7  | Arda Turan        |     |     |
| Substitutes: |    |                   |     |     |
| GK           | 25 | Jordi Masip       |     |     |
| DF           | 3  | Gerard Piqué      |     |     |
| DF           | 18 | Jordi Alba        |     | 61' |
| MF           | 4  | Ivan Rakitić      |     | 73' |
| MF           | 16 | Sergi Samper      |     | 74' |
| MF           | 20 | Sergi Roberto     |     |     |
| FW           | 9  | Luis Suárez       |     |     |
| Manager:     |    |                   |     |     |
| Luis Enrique |    |                   |     |     |

| GK             | 1  | Sergio Rico            |     |     |
| CB             | 32 | Diego González         |     |     |
| CB             | 8  | Vicente Iborra (c)     |     |     |
| CB             | 24 | Gabriel Mercado        |     |     |
| RM             | 25 | Mariano                |     |     |
| CM             | 19 | Paulo Henrique Ganso   |     | 57' |
| CM             | 4  | Matías Kranevitter     |     |     |
| CM             | 17 | Pablo Sarabia          | 90' |     |
| LM             | 10 | Yevhen Konoplyanka     |     |     |
| CF             | 11 | Joaquín Correa         |     | 73' |
| CF             | 12 | Wissam Ben Yedder      |     | 63' |
| Suplents:      |    |                        |     |     |
| GK             | 31 | José Antonio Caro Díaz |     |     |
| MF             | 14 | Hiroshi Kiyotake       |     |     |
| MF             | 15 | Steven N'Zonzi         |     |     |
| MF             | 20 | Vitolo                 |     | 63' |
| MF             | 22 | Franco Vázquez         |     | 57' |
| FW             | 9  | Luciano Vietto         |     | 73' |
| FW             | 36 | Juan Muñoz Muñoz       |     |     |
| Manager:       |    |                        |     |     |
| Jorge Sampaoli |    |                        |     |     |

| Àrbitres assistents: Teodoro Sobrino Magán José Enrique Naranjo Pérez Quart àrbitre: Alexandre Alemán Pérez |